# Amphoe Pathio
Pathio (ปะทิว) est un district (amphoe) situé dans la province de Chumpon, dans le sud de la Thaïlande.
Le district est divisé en 7 tambon et 70 muban. Il comprenait près de 45 000 habitants en 2005.